# 퓨린온

퓨린

잔틴

하이포잔틴

퓨린온(영어: purinone)은 치환된 카보닐기를 가지고 있는 퓨린의 유도체이다.
다음과 같이 크게 두 부류로 나뉜다.
- 하이포잔틴
- 잔틴

## 같이 보기
- 퓨린